# Наталія Герман
Наталія Герман (рум. Natalia Gherman; нар. 20 березня 1969, Кишинів, Молдавська РСР, СРСР) — молдовська політична діячка.
Дочка першого президента Молдови Мірчі Снєгура, віце-прем'єр-міністр, міністр закордонних справ і європейської інтеграції Молдови з 30 травня 2013 по 20 січня 2016, в.о. Прем'єр-міністр Молдови з 22 червня по 30 липня 2015 року. Безпартійна.

## Біографія
Наталія Герман народилася 20 березня 1969 в Кишиніві. Закінчила філологічний факультет англійської і німецької мов в Державному університеті Молдови. В 1992 році закінчила Національну школу політичних і адміністративних досліджень в Бухаресті. Наталія Герман займала посаду посла в Австрії, постійного представника при ОБСЄ та інших міжнародних організаціях у Відні (2002-2006) і посла в Швеції, Норвегії і Фінляндії (2006-2009).
29 червня 2009 року Наталя Герман була призначена заступницею міністра закордонних справ і європейської інтеграції за пропозицією міністра Андрія Стратана.
30 травня 2013 року Наталя Герман була призначена віце-прем'єр-міністеркою, міністром закордонних справ і європейської інтеграції в уряді Юрія Лянке.
У вересні 2017 року призначена Спеціальною представницею та керівницею Регіонального центру ООН з превентивної дипломатії у Центральній Азії.